# Can You Hear Me?
Can You Hear Me? Is een muziekalbum van Rick Wakeman.
Het album werd uitgegeven in een serie gewijd aan het geloof. Het verscheen op Ricks eigen platenlabel Hope Records, dat later failliet ging. Het bevat opnamen die al eerder verschenen op Prayers, maar ook enkele nieuwe uit 1996. Rick Wakeman was er (opnieuw) niet geheel tevreden over; gebrek aan financiën bleef hem achtervolgen.

## Musici
- Chrissie Hammond - zang
- Rick Wakeman – toetsinstrumenten
- Fraser Throneycroft-Smit - gitaar
- David Paton – gitaar, basgitaar
- Phil Laughlin – basgitaar
- Stuart Sawney – elektronisch slagwerk, geluidstechnicus
- The English Chamber Choir – koor o.l.v. Guy Protheroe

## Nummers
| Nr. | Titel                                                | Duur |
| --- | ---------------------------------------------------- | ---- |
| 1.  | Hymn of hope (remix 1996)                            | 3:19 |
| 2.  | A littele piece of heaven/ Part of the crowd (nieuw) | 6:30 |
| 3.  | Stay with me (remix 1996)                            | 6:46 |
| 4.  | The answer (remix 1996)                              | 4:40 |
| 5.  | Believe me (nieuw)                                   | 6:31 |
| 6.  | A cry without tears (remix 1996)                     | 6:04 |
| 7.  | Why keep hiding?/Running away (nieuw)                | 9:34 |
| 8.  | I can hear you (remix 1996)                          | 9:14 |